# 刈屋富士雄
刈屋 富士雄（かりや ふじお、1960年（昭和35年）4月3日 - ）は、立飛ホールディングス執行役員スポーツプロデューサー。日本放送協会（NHK）アナウンサー・解説委員を務めた。

## 人物
静岡県立御殿場南高等学校を経て早稲田大学社会科学部を卒業後、1983年入局。大学では北欧の政治・社会制度研究の第一人者である比較政治学者・岡沢憲芙教授のゼミで学んだほか、漕艇部に所属し、対校8+（エイト）で当時の日本新記録を樹立した時のメンバーでもある。
主に大相撲やオリンピック中継などスポーツ中継を担当し、NHKの看板スポーツアナの一人であるが、2005年以前には、教育、教養番組、健康情報番組のキャスターを担当していたこともある。その他、ディープインパクトがシンボリルドルフ以来21年ぶりとなる無敗での三冠制覇を達成した第66回菊花賞の実況も担当。若手から中堅の頃までは高校野球中継も毎大会のように担当していた。
2004年アテネオリンピックにおいて、体操男子団体決勝の実況を担当。28年ぶりの金メダルを目前にした日本チームの冨田洋之が最後の鉄棒に臨み、数々の技が決まり、フィニッシュの伸身の新月面宙返りの場面で刈屋は「伸身の新月面が描く放物線は、栄光への架け橋だ!」と叫んだ。元々、刈屋は栄光という言葉は金メダル以外では使うべきではないと考えていたが、この時金メダルに必要な点数は8.962点であり、冨田が新月面の直前にコールマンを決めた時点で9.0点以上、すなわち金メダルが確定した為、「栄光への架け橋」の言葉が生まれたと後に述懐している。また、冨田がこの時、いつもより一回転余計に回った為、「伸身の新月面は栄光への架け橋だ」から、咄嗟に「伸身の新月面が描く放物線は栄光への架け橋だ」に変更したという。この刈屋の言葉とともに同時に冨田は着地に成功し、日本は金メダルを獲得。表彰式では「オリンピック発祥の地アテネ、その真ん中に日の丸が上がりました」と実況した。この実況は日本において「名ゼリフ」と好評を得た。
2005年11月に行われたフィギュアスケートの中継を担当する。
2006年には、トリノオリンピックフィギュアスケート競技の女子シングルの実況を担当した。この試合ではSPでほぼノーミスの内容で荒川静香が3位につけ、荒川・サーシャ・コーエン・イリーナ・スルツカヤの上位3人全員が66点台に乗せ、1点差以内に並ぶ大接戦となった。フリーで荒川はほぼ完璧な演技をし、最終滑走者のスルツカヤの得点が出た瞬間、刈屋は「トリノの女神は荒川にキスをしました。日本の荒川静香、金メダル。アジアで初めて冬のオリンピックフィギュアスケートで頂点に立ちました」ときょとんとする荒川を映し出す映像に、その実況が重なった。この実況も「名ゼリフ」として報道がなされた。
2011年6月24日付の人事で再び東京アナウンス室に戻り、同時に解説委員兼務となった。解説委員としての初仕事は同年7月8日の『時論公論』。
2017年の定期異動で、入局以来長年続けていたアナウンス業務から離れ、兼務していた解説委員専属となる。解説委員として『NHKニュースおはよう日本』などのニュース番組に出演した。

### 定年後
2020年4月30日付でNHKを定年退職した（定年延長も可能だったが、敢えて断ったという）。翌5月1日からはスポーツへの支援を幅広く手がける不動産会社の立飛ホールディングス（立飛HD）に転じて執行役員スポーツプロデューサーに就任した。アマチュア相撲やボート競技、ウィンタースポーツの競技人口増加・競技者支援に取り組みたいとの意向を持っており、手始めに、長年構想を描いていたアマチュア相撲の国際大会（世界相撲選手権大会とは別の大会）を立飛HDの所有するアリーナ立川立飛で立ち上げる予定であるという。奇しくも部下には2004年アテネオリンピックで実況を務めた体操男子団体日本代表の一員であった塚原直也がいる。
2024年9月、一般社団法人SVリーグ理事に就任。

## 相撲中継
2005年大相撲九州場所は同時期に行われていたフィギュアスケートのNHK杯中継の実況を任されていたことから、大相撲中継は担当しなかったものの、「大相撲・幕内の全取組」の案内役を担当した。福岡では九州・沖縄地域のスポーツデスク担当（サブ）で、大相撲九州場所のアナウンス統括も担当した。
大相撲では、2006年名古屋場所7日目の露鵬と千代大海の睨み合いの瞬間、2009年初場所千秋楽に3場所連続休場明けの朝青龍が白鵬との優勝決定戦を制した復活の23回目の優勝決定の瞬間、2012年5月場所の千秋楽での旭天鵬の史上最年長での幕内最高優勝の瞬間、同年9月場所千秋楽で日馬富士が二場所連続全勝優勝で横綱昇進を確定的にした瞬間、2013年名古屋場所14日目に稀勢の里が白鵬を寄り倒して白鵬の連勝を43でストップさせた一番、2017年初場所14日目に稀勢の里が逸ノ城を寄り切って悲願の初優勝を決め横綱昇進を確実にした一番、翌春場所13日目に稀勢の里が致命傷となる左大胸筋の負傷を負った日馬富士戦など、幾多の名場面を実況していた。
2017年夏場所千秋楽の実況が、結果的には最後の実況となった。

## NHKアナウンサー時代の出演番組
- 『FMリクエストアワー』（NHK-FM 千葉）
- 『FM夕べの広場』（千葉局在籍時）1990年-1992年
- 『思い出のメロディー』（2007年放送の第39回 大分県のある学校からの中継レポートとして担当）
- 『サンデー健康ほっとライン』 BS2 2000年-2001年
- 『ウイークエンドスペシャル 発見！世界の子育て』8回シリーズ BS1 2001年
- 『教育フォーカス』 NHK教育 2002年-2003年
- 『ニュースで英会話』 NHK教育 （2012年8月30日放送分の「ロンドンオリンピック特集」でゲスト出演）
- 『スポーツ中継』（大相撲、MLB、体操、フィギュアスケート、競馬、バレーボールなど）
- 『時論公論』（スポーツ関連）

## 著書
- 『今こそ栄光への架け橋を それでもオリンピックは素晴らしい!』海竜社、2020年6月。ISBN 978-4759317138。